# Cihuacóatl
Der Cihuacóatl (Nahuatl cihuācōātl, IPA [si.waː.ˈkoː.waːtɬ] Bedeutung entweder „weiblicher Zwilling/Gefährte“ oder „weibliche Schlange“) hatte die Funktion eines "Vizekaisers" des Aztekenreiches. Trotz des sprachlichen Elements „weiblich“ im Titel wurde diese Funktion ausschließlich von Männern ausgeübt. Über die frühesten Inhaber des Amtes ist nichts bekannt, bis  Moctezuma I. Tlatoani wurde und seinen Halbbruder Tlacaelel I. zum Cihuacóatl berief. Von da an blieb das Amt immer in den Händen von dessen Nachkommen.

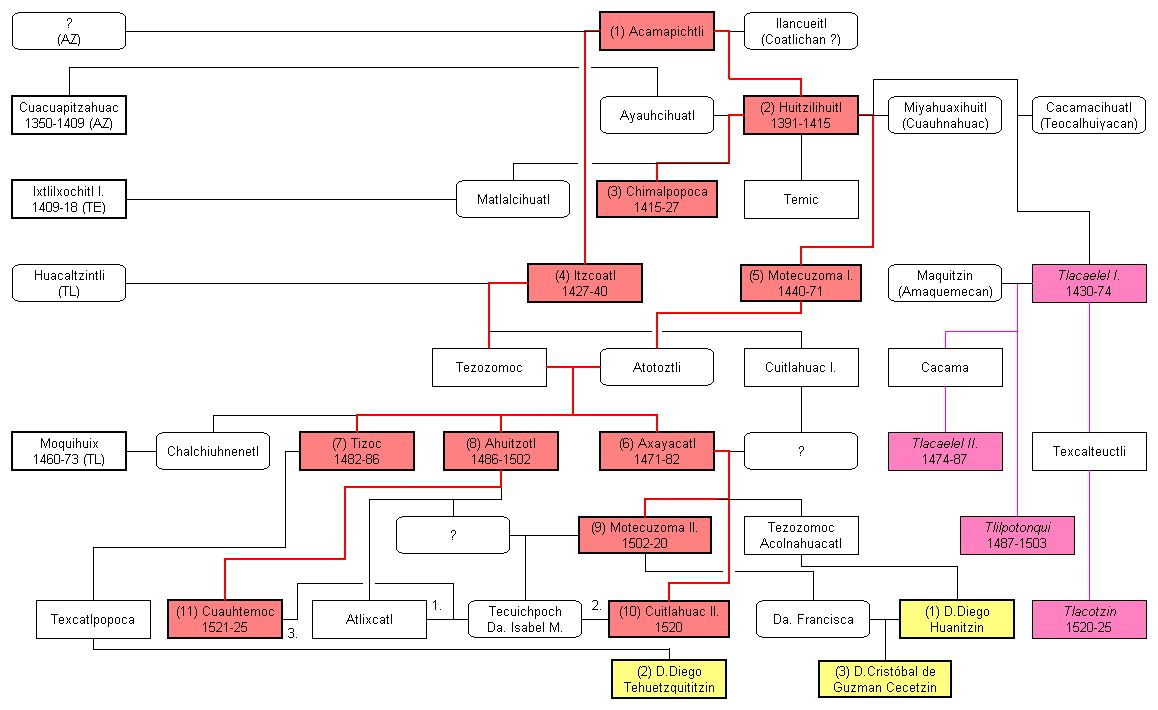
Genealogie der Herrscherfamilie von Tenochtitlan (gerundeter Rahmen = Frauen). Violett: Cihuacoatl, rosa: Tlatoque, gelb: kolonialzeitliche tlatoque aus der Herrscherfamilie. Verwandtschaftsbeziehungen zu anderen Ort: AZ = Azcapotzalco, TE = Tetzcoco, TL = Tlatelolco

Die namentlich bekannten Cihuacóatl waren Tlacaélel I., seine Söhne Tlilpotonqui und Cacama sowie seine Enkel Tlacaélel II. und Tlacotzin, der von Cortés eingesetzt auch 1525–1526 Tlatoani war.

## Funktion
Der Cihuacóatl war der zweitmächtigste Mann im Aztekenreich. Die Ämter dieses hohen Würdenträgers waren vielseitig: er war oberster Kriegs- und Zivilrichter, ihm oblag die Verwaltung des Kronschatzes. Er war es der dem Kaiser Krieger zu Beförderungen und Auszeichnungen vorschlug, er stellte Feldzüge und deren Führer auf. Wenn der Kaiser starb berief er den Staatsrat zur Nachfolgerwahl zusammen und füllte während des Interregnums das Amt des Staatschefs aus. Wenn der Kaiser Tenochtitlán verließ, dann zog der Cihuacóatl in den Kaiserpalast ein und vertrat den tlatoani. Nur der Kaiser empfing mehr Ehren. So war es zum Beispiel nur dem Cihuacóatl gestattet vor den Kaiser zu treten, ohne sich die Schuhe vorher ausgezogen zu haben. Alles in allem war er ein Doppelgänger des Kaisers und sein schwarzweißer Mantel folgte unmittelbar dem blaugrünen des tlatoani als Zeichen der Macht.